# 冠状动脉支架
冠状动脉支架（coronary stent）是置于冠状动脉中长数毫米的网型管柱支架，长度与直径规格依病况需求选用；支架的目的是使冠状动脉保持畅通以提供心脏足够血流。
冠状动脉支架可减少心绞痛（胸痛），并且已被证明可以提高存活率，减少心肌梗死。